# Lúky
Lúky je naseljeno mjesto u okrugu Púchov u  Trenčínskom kraju u Slovačkoj.

## Stanovništvo
| Godina:     | 1993. | 2003.   | 2013.   | 2023.   |
| ----------- | ----- | ------- | ------- | ------- |
| Broj ljudi: | 956   | 950     | 906     | 892     |
| Razlika:    |       | -0,62 % | -4,63 % | -1,54 % |

| Godina:     | 2022. | 2023.   |
| ----------- | ----- | ------- |
| Broj ljudi: | 907   | 892     |
| Razlika:    |       | -1,65 % |

Prema podacima o broju stanovnika iz 2023. godine naselje je imalo 892 stanovnika.

## Vanjske poveznice
|  | Zajednički poslužitelj ima još gradiva o temi Lúky |

- Službena stranica naselja (sl.)
- Krajevi i okruzi u Slovačkoj  Arhivirana inačica izvorne stranice od 2. svibnja 2024. (Wayback Machine) (sl.)